# Thiên niên kỷ 1 TCN

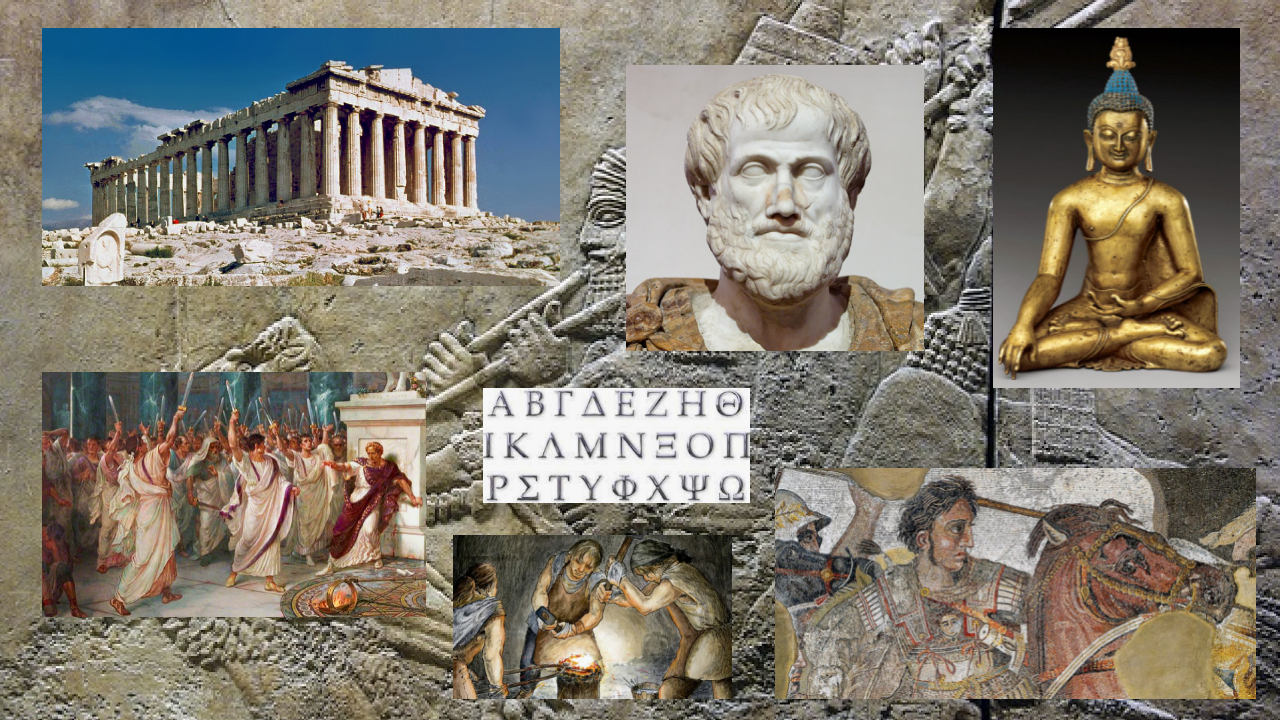
Từ trên cùng bên trái theo chiều kim đồng hồ: Parthenon, một ngôi đền cũ ở Athens, Hy Lạp; Aristoteles, một nhà triết gia người Hy Lạp; Đức Phật Thích-ca Mâu-ni, một nhà tu hành tâm linh và là người đã sáng lập nên Phật giáo; Những cuộc chinh phạt của Alexandros Đại Đế kéo dài từ năm 336 TCN đến năm 323 TCN; Các chữ cái trong bảng chữ cái Hy Lạp; Những người đang làm việc trong thời đại đồ sắt; Nhà độc tài người La Mã, Julius Caesar đã bị Viện nguyên lão La Mã ám sát vào năm 44 TCN. (Ảnh nền: Một bức tranh tường từ thời Đế chế Assyria đã tan rã từ thế kỷ thứ 7 trước Công nguyên)

Thiên niên kỷ 1 TCN hay còn gọi là thiên niên kỷ cuối cùng TCN là khoảng thời gian kéo dài từ năm 1000 TCN đến năm 1 TCN (Thế kỷ 10 đến thế kỷ 1 TCN; trong thiên văn học: JD 13561825  –  17214255). Thời kỳ này bao gồm Thời đại đồ sắt ở Cựu Thế giới và chứng kiến sự chuyển đổi từ Cận Đông cổ đại sang thời Cổ đại Hy-La.
Dân số thế giới trong thời kỳ này tăng gần gấp đôi trong suốt thiên niên kỷ, từ khoảng 100 triệu lên khoảng 200–250 triệu người.